# Misty Mountain Hop
"Misty Mountain Hop" é uma canção lançada pela banda britânica de rock Led Zeppelin, lançada em 8 de novembro de 1971, no álbum Led Zeppelin IV.
"Misty Mountain Hop" foi criada por John Paul Jones e é descrita como uma canção ao clássico estilo de hard rock que começa com John Paul tocando piano elétrico, e o baixista também inclui partes de teclado e sons de sintetizadores, e a performance do baterista John Bonham é descrita como a mais "poderosa" na discografia da banda.
Sua letra faz referências à obra de J. R. R. Tolkien, citando a Montanha Nebulosa da Terra Média.